# Puklerzniczek karłowaty
Puklerzniczek karłowaty (Chlamyphorus truncatus) – gatunek ssaka z podrodziny Chlamyphorinae w obrębie rodziny Chlamyphoridae.

## Taksonomia
Gatunek po raz pierwszy zgodnie z zasadami nazewnictwa binominalnego opisał w 1825 roku amerykański zoolog Richard Harlan, nadając mu nazwę Chlamyphorus truncatus. Jako miejsce typowe odłowu holotypu wskazał „...wnętrze Chili na wschód od Kordylierów, w szer. 33°25’ i dług. 69°47’, w prowincji Cuyo”; ograniczone do Río Tunuyán (33°25′S 69°45′W/-33,416667 -69,750000), w Mendozie, w Argentynie. Holotyp to zamontowana skóra i szkielet pozaczaszkowy (sygnatura ANSP 111) ze zbiorów Academy of Natural Sciences of Drexel University; okaz zebrany przez Williama Colesberry’ego. Jedyny przedstawiciel rodzaju puklerzniczek (Chlamyphorus), który opisał w 1825 roku również Richard Harlan.
Autorzy Illustrated Checklist of the Mammals of the World uznają Ch. truncatus za gatunek monotypowy.

### Etymologia
- Chlamyphorus: gr. χλαμυς khlamus, χλαμυδος khlamudos „płaszcz, peleryna”; -φορος -phoros „noszący”, od φερω pherō „nosić”[15].
- truncatus: łac. truncatus „okaleczony, ucięty, kadłubowy”, od truncare „okaleczyć”[16].

## Zasięg występowania
Puklerzniczek karłowaty jest gatunkiem endemicznym występującym na równinnym obszarze środkowej Argentyny, od południowej Catamarki na południe do północnego Río Negro i od południowo-wschodniej do południowej prowincji Buenos Aires.

## Charakterystyka
Rodzina Chlamyphoridae, do której należy opisywany gatunek, charakteryzuje się obecnością pancerza. Składa się on z szeregu płytek kostnych, będących wytworem naskórka i pokrytych warstwą rogową, połączonych elastyczną skórą, która zapewnia im ruchliwość. Sierść na górnej części ciała jest zazwyczaj rzadka, występują nieliczne gruczoły skórne natomiast spodnią pokrywa bujne owłosienie. Ciąża trwa średnio od dwóch do trzech miesięcy, młode rodzą się nagie i ślepe a na ich miękkiej skórze widać fałdy i pola pancerza. Zęby pancernikowatych nie mają szkliwa i zachowują zdolność do odrastania. Zwierzęta te są wszystkożerne, chociaż u niektórych gatunków widać specjalizacje pod względem preferowanego pokarmu, zazwyczaj żywią się bezkręgowcami. Pancerniki charakteryzuje niska temperatura ciała oraz powolna przemiana materii co spowodowane jest obecnością specyficznej okrywy ciała oraz trybem życia. W obrębie rodziny, Dasypodidae wyróżniamy 8 rodzajów i 20 gatunków pancerników zamieszkujących otwarte tereny Ameryki Południowej.
Długość ciała (bez ogona) 110–150 mm, długość ogona 25–35 mm, długość tylnej stopy około 31 mm; masa ciała 100–115 g. Pancerz składający się z 24 płytek ma kolor bladoróżowy i przymocowany jest do dwóch dużych, szorstkich wypukłości kości nad oczami oraz do fałdu skórnego, biegnącego wzdłuż kręgosłupa, leży on luźno na bocznych partiach grzbietu. C. truncatus jest jedynym pancernikowatym, którego pancerz jest prawie całkowicie oddzielony od ciała. Głowowe i tułowiowe tarcze pancerza mogą poruszać się swobodnie. Nogi i spód ciała pokryte są miękką, białą okrywą włosową, która rozciąga się na boki, aż po leżącą nad nią tarcze pancerza. Na zadzie pancerz pionowo zwisa nad ogonem i jest zrośnięty z miednicą, co sprawia, że ciało jest nieostro zakończone. Puklerznik argentyński wykorzystuje ten nad ogonowy pancerz w czasie zagrożenia zastawiając nim wejście do nory. Ogon rozszerza się w spłaszczoną płytkę, nie może być podnoszony, ale jest chowany pod brzuch i pełni rolę organu podporowego, co ułatwia szybkie kopanie podziemnych korytarzy, ponieważ tylna część ciała podtrzymywana jest przez ogon, dzięki czemu puklerzniczek karłowaty wyrzuca ziemię obiema łapami równocześnie. Widoczna jest asymetria w budowie morfologicznej kończyn u C. truncatus. Odnóża przednie są krępe i krótkie z ostrymi pazurami, natomiast tylne uległy znacznej redukcji są dłuższe, pięciopalczaste, zakończone pazurami. Uszy zewnętrzne są niezauważalne, oczy również uległy symplifikacji. Nos skierowany do dołu. Gatunek uważany jest za poligamiczny. Samica mająca dwa sutki wydaje na świat jedno młode, którego pancerz początkowo jest miękki.

## Ekologia
Preferują porośnięte kolczastymi zaroślami i kaktusami wydmiste tereny tuż pod cienką warstwą piasku. Ich pokarm składa się z korzeni i podziemnych pędów, a ponadto z małych glebowych bezkręgowców, głównie mrówek i ich larw, pod których gniazdami kopią swoje nory. Okazy hodowane w niewoli odżywiają się mieszaniną chleba, mleka, owsa oraz chrząszczami i ich larwami. Prowadzą samotniczy, nocny tryb życia, poruszają się pod warstwą piasku. Na powierzchnię wychodzą tylko po deszczu, kiedy woda zaleje ich siedliska, oraz nocą w poszukiwaniu pożywienia.

## Znaczenie w ochronie środowiska
Puklerzniczek karłowaty znajduje się na czerwonej światowej liście gatunków zagrożonych wyginięciem Międzynarodowej Unii Ochrony Przyrody (IUCN), od roku 2008 jako gatunek o nieokreślonym stopniu zagrożenia (DD, ang. data deficient) z powodu niewystarczających danych na temat liczebności populacji. Ochrona puklerzniczka karłowatego polega na zabezpieczaniu ich naturalnych suchych i pustynnych siedlisk przed ekstensywnym rolnictwem, głównie chowem zwierząt gospodarskich oraz ekspansją domowych psów i kotów, stwarzających największe zagrożenie.